# Styrbjörn Oskarsson
Styrbjörn Oskarsson (1959. november 26. –) finn nemzetközi labdarúgó-játékvezető.

## Pályafutása

### Nemzeti játékvezetés
1991-ben lett az I. Liga játékvezetője. Az aktív nemzeti játékvezetéstől 2002-ben vonult vissza.

### Nemzetközi játékvezetés
A Finn labdarúgó-szövetség Játékvezető Bizottsága (JB) terjesztette fel nemzetközi játékvezetőnek, a Nemzetközi Labdarúgó-szövetség (FIFA) 1993-tól tartotta nyilván bírói keretében. Több nemzetek közötti válogatott és klubmérkőzést vezetett, vagy működő társának partbíróként segített. Az aktív nemzetközi játékvezetéstől 1994-ben a FIFA 45 éves korhatárát elérve búcsúzott. Válogatott mérkőzéseinek száma: 2.

## Sportvezetőként
Aktív pályafutását befejezve a FIFA JB keretében nemzetközi ellenőrként szolgál.

## Magyar vonatkozás
| Időpont           | Helyszín                   | Mérkőzés típusa              | Mérkőzés           | Eredmény | Nézők száma |
| ----------------- | -------------------------- | ---------------------------- | ------------------ | -------- | ----------- |
| 1994. április 20. | Parken Stadion, Koppenhága | felkészülési (684. mérkőzés) | Dánia–Magyarország | 3 – 1    | 12 152      |